# Дейв Гілл
Дейв Гілл (англ. Dave Hill), повне ім'я Девід Джон Гілл (англ. David John Hill) (4 квітня 1946, Фліт Касл, Велика Британія) — британський музикант, актор, найбільш відомий як один з основних учасників рок-гурту Slade.

## Біографія
Девід Джон Гілл народився у Фліт Касл (англ. Fleet Castle) (за іншими даними — у Гоулбтоні (англ. Holbeton)) (графство Девон) 4 квітня 1946. У ранньому дитинстві переїхав з родиною до Вулвергемптона, де провів свої дитячі та шкільні роки. Після закінчення школи два роки пропрацював в офісі компанії Tarmac. Музикою почав цікавитися ще під час навчання у школі — спочатку намагався засвоїти блокфлейту, потім — піаніно. Однак в результаті майбутній музикант сконцентрувався на гітарі. Музичну діяльність розпочав у ранньому віці у складі групи The Young Ones, згодом почав виступати в пабах. У цей час його помічає менеджер гурту The Vendors та пропонує прийти на прослуховування. Після цього на початку 1960-х Гілл став одним з учасників групи The Vendors, яка трохи згодом була перейменована на The 'N Betweens, а ще через деякий час — на Slade. Наприкінці 1970-х почав здавати свій автомобіль в оренду для проведення весільних церемоній. В цей же час Гілл планував вийти зі складу Slade та вів переговори щодо виступу на музичному фестивалі в Редінгу в 1980. Після цього виступу група Slade отримала «друге життя». У 1983 працював над сольними проектами разом з іншим учасником Slade — Доном Пауелом. У 1989–1990, об'єднавшись з Нодді Голдером у дует Blessings in Disguise, випустив два сингли. У 1991 Slade завершила своє існування, однак вже незабаром, у 1992, відродилася знову за допомогою колишнього чоловіка Сюзі Кватро Лена Такі (англ. Len Tuckey) під назвою Slade II. Після тривалих перемовин до оновленого гурту приєднався також Дон Пауел. У складі Slade II Дейв Гілл гастролює й нині.
Сценічний одяг Гілла, який викликав неоднозначну реакцію в оточуючих, одного разу став причиною невеликого конфлікту з іншим учасником Slade Джимом Лі. Дейв Гілл на зауваження Лі відповів наступне: «Пиши пісні, Джиме, а я їх буду продавати» (англ. «You write 'em, Jim, I sell 'em»).
Під час концерту в німецькому Нюрнберзі у 2010 Дейв Гілл пережив інсульт, який, однак, не став перешкодою для подальшої студійної та концертної діяльності музиканта.

### Особисте життя
З 1973 одружений з костюмеркою Дженіс Партон, має трьох дітей від цього шлюбу — Джейд, Бібі та Сема. На даний момент разом з дружиною проживає у Вулвергемптоні.

## Цікаві факти
- Походить з родини механіка.
- Зріст Гілла становить 163 см.
- Дід музиканта має ступінь доктора музики.
- Візитною карткою Гілла є екстравагантний сценічний одяг.
- Найвідомішою гітарою музиканта є John Birch Superyob, випущена у 1973.
- Разом з дружиною Дженіс Партон є свідком Єгови[неавторитетне джерело].
- Разом з іншими учасниками Slade записав кавер-версію пісні Елвіса Преслі A Fool Such As I, який так і не був виданий.
- Має прізвисько Grasshopper (Коник).
- Є лівшею, однак починав грати на звичайній гітарі, оскільки спеціальні гітари для лівшів коштували дорожче.

## Фільми та серіали
- 1971 Beat-Club
- 1972 Set of 6
- 1975 Flame
- 1976–1977 Top of the Pops
- 1999 It's Slade
- 2000 I Love 1970's
- 2000 I Love a 1970's Christmas
- 2000 After They Were Famous
- 2000 Never Mind the Buzzcocks
- 2001 I Love 1980's
- 2001 The Armando Iannucci Shows
- 2003 Oblivious
- 2004 The 100 Greatest Christmas Moments
- 2005 Bring Back… The Christmas Number One
- 2010 I'm in a Rock 'n' Roll Band
- 2011 Britain's Favourite Christmas Songs
- 2014 Peter Andre's Xmas Extravaganza Top 50